# Kolarstwo na Letnich Igrzyskach Olimpijskich 2012 – sprint drużynowy mężczyzn
Sprint drużynowy mężczyzn podczas Letnich Igrzysk Olimpijskich 2012 rozegrany został 2 sierpnia na torze London Velopark w Londynie.
Zawody wygrała reprezentacja Wielkiej Brytanii w składzie: Philip Hindes, Chris Hoy oraz Jason Kenny. Srebrny medal zdobyli reprezentanci Francji Grégory Baugé, Michaël D’Almeida i Kévin Sireau. Na trzecim miejscu uplasowali się René Enders, Maximilian Levy i Robert Förstemann z Niemiec.

## Terminarz
| Data            | Godzina |                |
| --------------- | ------- | -------------- |
| 2 sierpnia 2012 | 16:15   | Eliminacje     |
| 2 sierpnia 2012 | 17:46   | Pierwsza runda |
| 2 sierpnia 2012 | 18:15   | Finały         |

## Wyniki

### Eliminacje
Wyniki:
| Pozycja | Państwo         | Zawodnicy                                           | Wynik  | Uwagi |
| ------- | --------------- | --------------------------------------------------- | ------ | ----- |
| 1.      | Wielka Brytania | Philip Hindes Chris Hoy Jason Kenny                 | 43.065 | Q,    |
| 2.      | Francja         | Grégory Baugé Michaël D’Almeida Kévin Sireau        | 43.097 | Q     |
| 3.      | Australia       | Matthew Glaetzer Shane Perkins Scott Sunderland     | 43.377 | Q     |
| 4.      | Rosja           | Siergiej Borisow Dienis Dmitrijew Siergiej Kuczerow | 43.681 | Q     |
| 5.      | Niemcy          | René Enders Maximilian Levy Robert Förstemann       | 43.710 | Q     |
| 6.      | Chiny           | Cheng Changsong Zhang Lei Zhang Miao                | 43.751 | Q     |
| 7.      | Nowa Zelandia   | Eddie Dawkins Ethan Mitchell Simon van Velthooven   | 44.175 | Q     |
| 8.      | Japonia         | Sei'ichirō Nakagawa Yudai Nitta Kazunari Watanabe   | 44.324 | Q     |
| 9.      | Wenezuela       | Hersony Canelón César Marcano Angel Polgar          | 44.654 |       |
| 10.     | Polska          | Maciej Bielecki Damian Zieliński Kamil Kuczyński    | 44.712 |       |

### Pierwsza runda
Wyniki:
| Pozycja | Wyścig | Drużyna         | Wynik  | Uwagi |
| ------- | ------ | --------------- | ------ | ----- |
| 1.      | 4      | Wielka Brytania | 42.747 | Q,    |
| 2.      | 3      | Francja         | 42.991 | Q     |
| 3.      | 1      | Niemcy          | 43.178 | Q     |
| 4.      | 2      | Australia       | 43.261 | Q     |
| 5.      | 3      | Nowa Zelandia   | 43.495 |       |
| 6.      | 2      | Chiny           | 43.505 |       |
| 7.      | 1      | Rosja           | 43.909 |       |
| 8.      | 4      | Japonia         | 43.964 |       |

### Finały
Wyniki:
| Pojedynek       | Drużyna         | Czas   | Pozycja |
| --------------- | --------------- | ------ | ------- |
| o złoty medal   | Wielka Brytania | 42.600 | złoto   |
| o złoty medal   | Francja         | 43.013 | srebro  |
| o brązowy medal | Niemcy          | 43.209 | brąz    |
| o brązowy medal | Australia       | 43.355 | 4.      |